# Совет молодых литераторов Союза писателей России
Совет молодых литераторов (СМЛ) Союза писателей России — молодёжная литературная организация при Союзе писателей России.

## История создания
К 2017 году доля молодых авторов (18-35 лет) в Союзе писателей России составляла всего 4 %, а доля писателей среднего возраста (36-50 лет) — 11 %. Стало очевидным, что между двумя поколениями писателей — авторитетным старшим и нарождающимся молодым — образовалась гигантская пропасть. Важным шагом к наведению мостов стало создание 7 февраля 2017 года Совета молодых литераторов по инициативе группы московских литераторов — Андрея Тимофеева, Василия Попова и Сергея Бударина..
Активная работа СМЛ началась после XV Съезда Союза писателей России, когда его Председателем был избран Николай Фёдорович Иванов.
4 декабря 2018 года на Пленуме Союза писателей России было утверждено Положение о СМЛ.
Начиная с 2018 года, Совет молодых литераторов провёл несколько больших Совещаний молодых писателей в регионах: «На родине Гончарова» (Ульяновск, июнь 2018) , «Некрасовский семинар в Карабихе» (Ярославль, июль 2018, июль 2019), «Драматургия слова» (Уфа, ноябрь 2018) и «Школа Платонова» (Воронеж, октябрь 2019), в которых приняли участие молодые авторы со всех концов России: Москва, С.-Петербург, Калининград, Омск, Уфа, Новосибирск, Барнаул, Липецк, Воронеж, Ульяновск, Калининград, Рязань, Мурманск и т. д. В рамках Совещаний проходили творческие семинары, круглые столы, мастер-классы и мероприятия, направленных на сплочение творческой молодежи разных регионов страны.
Настоящей «визитной карточкой» СМЛ стали ежегодные Всероссийские совещания молодых писателей в Химках, проводимые совместно с кафедрой журналистики Московского государственного института культуры.
В первом Совещании в Химках в феврале 2018 года приняло участие 70 человек из 30 регионов России, во втором в феврале 2019 года — 120 человек из 36 регионов России. Третье Совещание в Химках в феврале 2019 года собрало более 200 молодых поэтов, прозаиков, критиков, драматургов и организаторов литературного процесса из 46 регионов страны от Калининградской области до Якутии, а также из Южной Осетии. Совещание вызвало множество откликов на литературных ресурсах и в социальных сетях.
Руководителями творческих семинаров СМЛ СПР становились известные поэты, прозаики и критики: Пётр Палиевский, Геннадий Красников, Вячеслав Лютый, Александр Казинцев, Нина Ягодинцева, Елена Крюкова, Геннадий Иванов, Галина Седых, Виктор Кирюшин, Юрий Козлов, Светлана Чураева и др.
По итогам Всероссийских совещаний наиболее талантливые молодые авторы получают рекомендации в Союз писателей России. За три года существование Совета рекомендации получили 80 молодых писателей. Таким образом, Совет решает ещё одну задачу — подготовку кадров для Союза писателей России. Проблема взаимодействия «отцов и детей» в Союзе писателей становится предметом напряжённых обсуждений. Ей был посвящён специальный круглый стол «Отцы и дети: настоящее и будущее русской литературы», который состоялся в г. Борисоглебске в августе 2019 года.
Совет молодых литераторов активно сотрудничает с толстыми литературными журналами: Наш современник, Москва, Сибирские огни, Бельские просторы, День и ночь, Подъем и др. Взаимодействию толстых литературных журналов и молодых писателей были посвящены специальные мероприятия в рамках фестиваля «Волжская пристань» в г. Ульяновске в июне 2019 года.
По итогам деятельности Совета в 2018 году была издана Антология молодой литературы «Заря», а в 2019 году — Антология молодой поэзии «111».
Основной деятельностью региональных отделений СМЛ является литературный семинар.

## Литературные фестивали СМЛ
Члены Совета молодых литераторов проводят в России одиннадцать литературных фестивалей (литературных совещаний):
- Всероссийское совещание молодых литераторов "Химки" (г. Химки Московской области);
- всероссийский литературный фестиваль им. М. В. Анищенко (г. Самара);
- международный молодёжный литературный фестиваль "КоРифеи" (г. Уфа);
- литературное совещание им. А. М. Бельмасова (г. Ленинск-Кузнецкий);
- совещание молодых литераторов в г. Челябинске;
- литературный форум-фестиваль "Капитан Грэй" (г. Мурманск);
- литературный фестиваль им. Л. И. Ошанина (г. Рыбинск);
- литературный фестиваль им. А. И. Левитова (г. Липецк), к которому приурочено вручении литературной премии им. А. И. Левитова;
- литературный фестиваль им. Д. Н. Кугультинова "ДНК-Фест" (г. Элиста);
- литературный фестиваль "Новгородский детинец" (г. Великий Новгород);
- совещание молодых литераторов Московской области и ЦФО "Посадский ЭкспрессЪ" (г. Сергиев Посад).

Также члены СМЛ оказывают помощь в организации и проведении литературных фестивалей и в других городах России (в Чите, Барнауле, Анапе, Красноярске, Иркутске, Нижнем Новгороде).
С 2023 года восемь фестивалей СМЛ (в Химках, Самаре, Уфе, Ленинске-Кузнецком, Челябинске, Мурманске, Рыбинске, Липецке) будут объединены в один бренд - Содружество литературных фестивалей.

## Руководители СМЛ
Председателем Всероссийского СМЛ с 2017 года является молодой московский писатель Андрей Тимофеев, провозгласивший направление «нового традиционализма» в современной литературе.

## Цели СМЛ
- Поиск, продвижение и творческое развитие наиболее одаренных молодых писателей (до 35 лет);
- налаживание связей между регионами, создание единого пространства молодой русской литературы;
- популяризация современной литературы среди молодёжи посредством литературных фестивалей, премий, онлайн-проектов.

## Региональные отделения СМЛ
По состоянию на лето 2020 года функционировали 29 региональных отделения СМЛ (Санкт-Петербург, Челябинск, Новосибирск, Ульяновск, Омск, Саратов, Ярославль (подотделение — Рыбинск), Воронеж, Липецк, Мурманск, Иркутск, Курган, Краснодар, Калининград, Якутия, Оренбург, Самара, Чита, Нижний Новгород, Ростов-на-Дону, Великий Новгород, Хакасия, Алтайский край, Тамбов, Брянск, Амурская область, Кострома, Башкортостан, Анапа). Отделения возглавляют авторитетные молодые писатели из регионов, имеющие опыт работы с начинающими авторами.
В конце 2022 года начали функционировать ещё шесть региональных отделений - в Московской области, Пскове (руководитель - Дина Дабришюте), Архангельске (руководитель - Андрей Калиниченко), Астрахани (руководитель - Денис Ткачук), Екатеринбурге (руководитель - Евгений Черников), Ханты-Мансийске (руководитель - Елена Аушева).
Активными участниками Совета стали известные молодые писатели Женя Декина (Москва), Елизавета Мартынова (Данилова) (Саратов), Роман Круглов (Санкт-Петербург), Григорий Шувалов (Москва), Мария Четверикова (Омск), Кристина Кармалита (Новосибирск) и другие.

## Премии, организованные СМЛ
- Премия им. А. И. Левитова;
- Премия им. К. Н. Леонтьева.

## Проекты участников СМЛ
Участники Совета молодых литераторов (независимо от их членства в Союзе писателей России) организуют и ведут на постоянной основе литературные проекты:
- ПРОЛИТКУЛЬТ (https://prolitcult.ru/, https://vk.com/prolitkult) - еженедельное литературное интернет-радио, ежемесячный литературный онлайн-журнал, подкасты о современной поэзии;
- Онлайн-КвАРТирник (https://vk.com/kv_art_irnik_online) - ежемесячные онлайн-концерты с поэтами, прозаиками и музыкантами;
- "БОРЕЙ" - ежемесячный литературный листок.

Также члены Совета молодых литераторов принимают участие в проектах организаторов, не являющихся членами СМЛ:
- Формаслов (https://formasloff.ru/) - ежемесячный литературный онлайн-журнал;
- Лиterraтура (https://literratura.org) - литературный онлайн-журнал.

## Фотогалерея

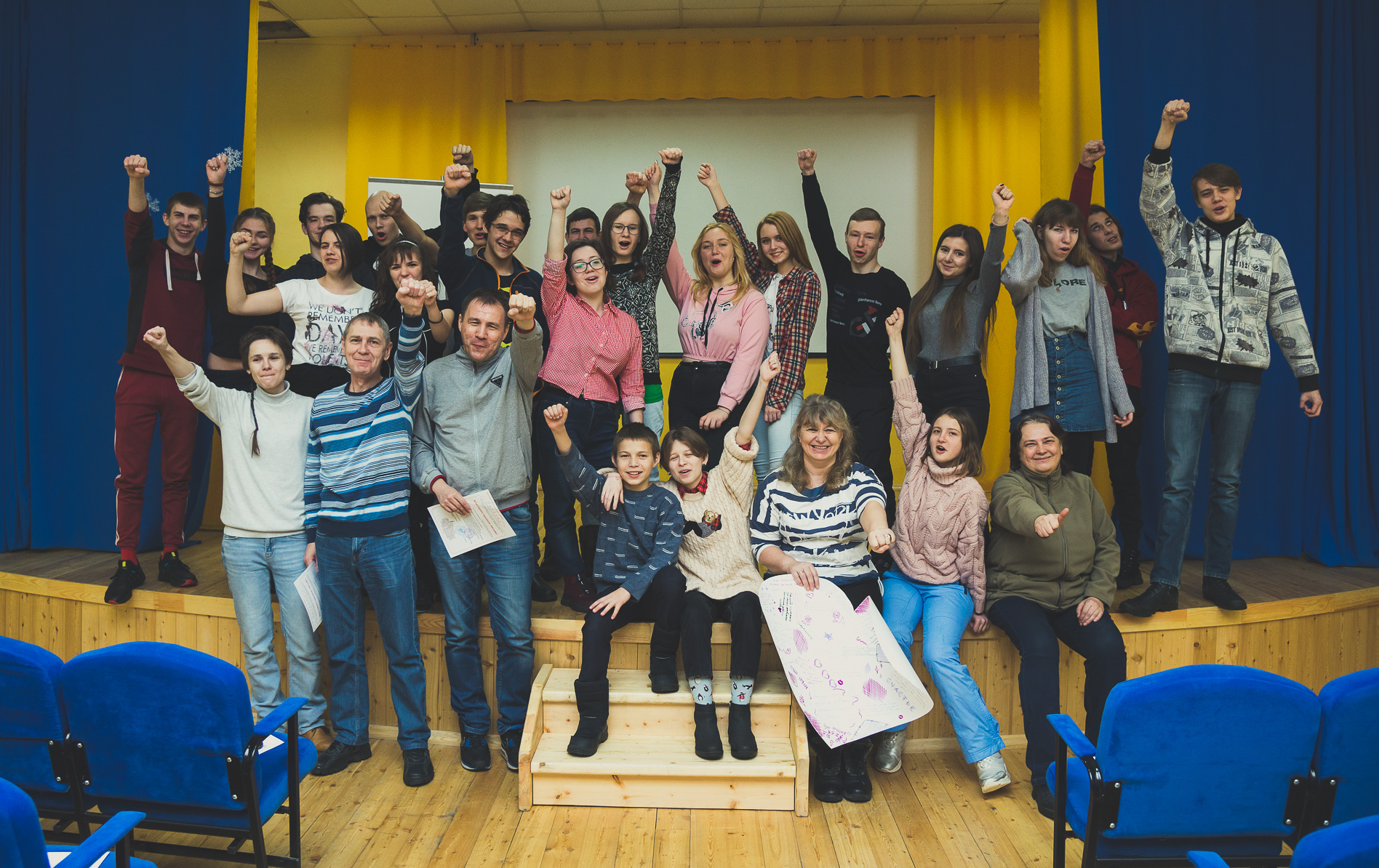
Участники Молодежных литературных курсов им. В.Я. Зазубрина, одним из организаторов которых было Новосибирское отделение СМЛ.
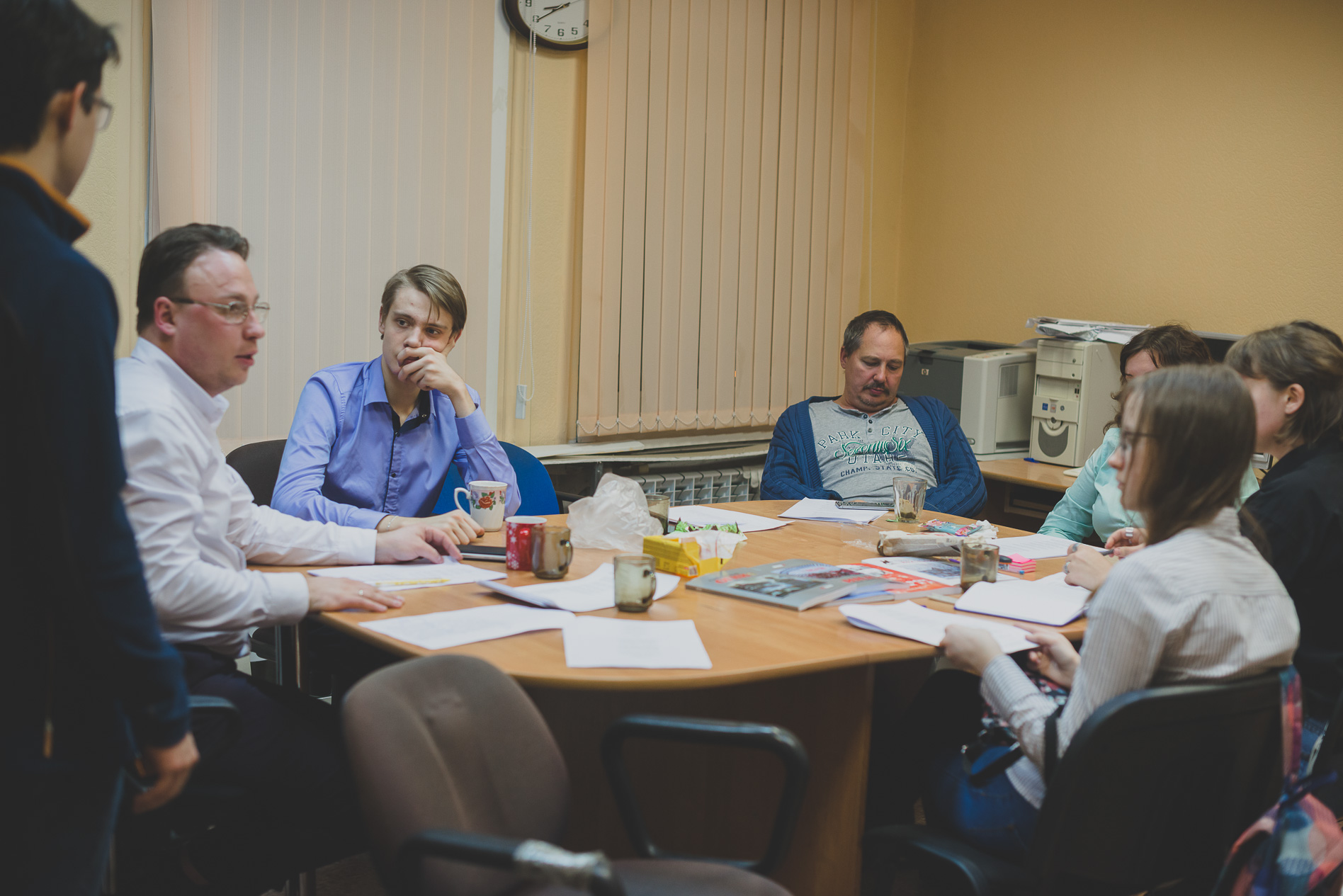
Литературный семинар Творческой мастерской ЛИФТ (Новосибирское отделение СМЛ). 28 января 2020. Помещение журнала «Сибирские огни».